# Badeborner Schwarze Knorpelkirsche
Die Badeborner Schwarze Knorpelkirsche, auch Badeborner Dunkelbraune Knorpel oder Farnstädter Schwarze, ist eine zu den Knorpelkirschen gehörende braune Sorte der Süßkirschen.

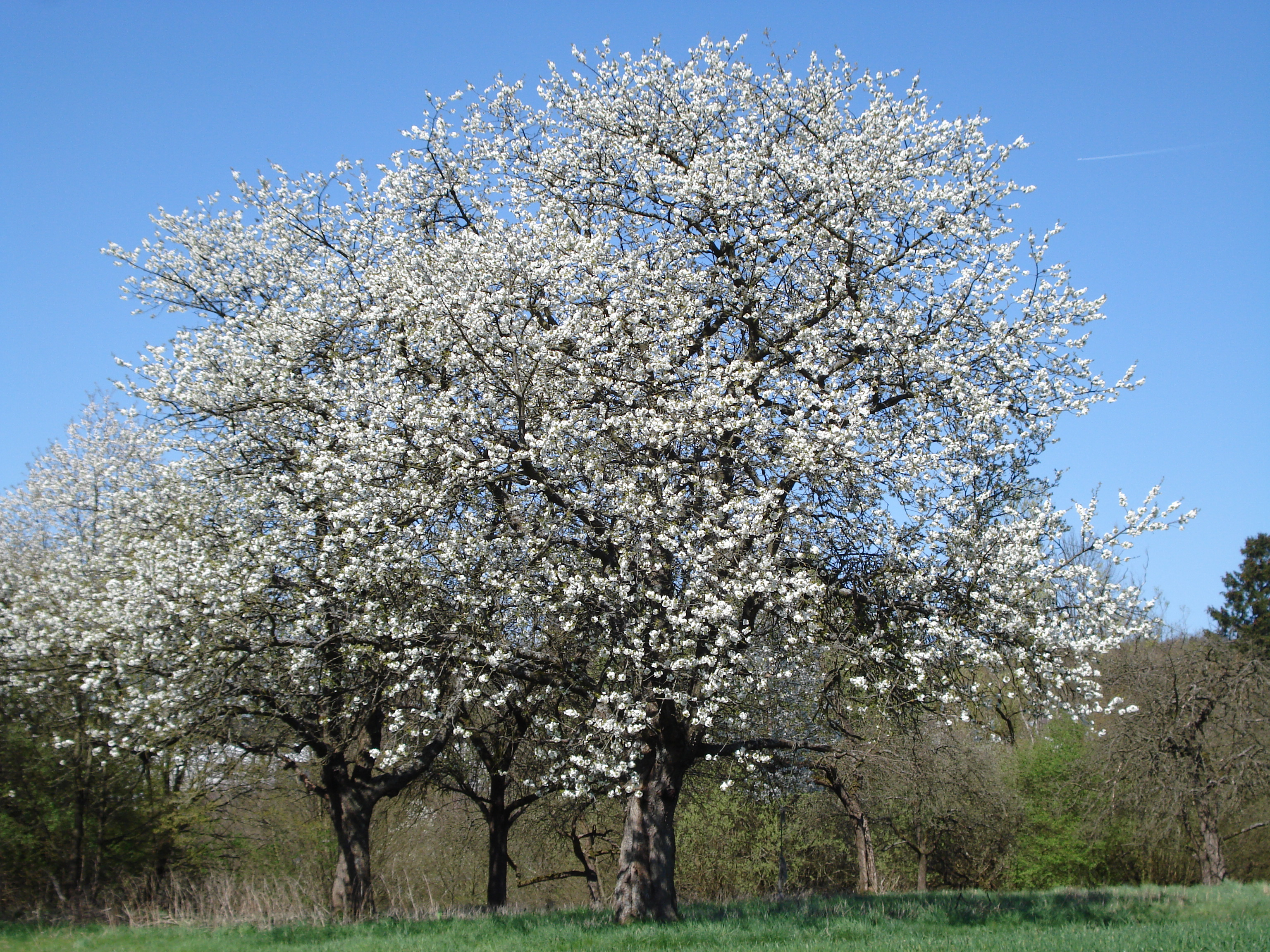
Blühender Baum der Badeborner Schwarze Knorpelkirsche

## Herkunft
Die Sorte wurde in der zweiten Hälfte des 19. Jahrhunderts in Badeborn als Zufallssämling entdeckt und wurde von der Baumschule Teickner aus Gernrode seit 1912 zuerst im Harz verbreitet.

## Frucht
Die Frucht ist mittelgroß bis groß und konisch-herzförmig bis oval-rundlich. Die zähe Haut ist schwarzrot, bei Halbreife hell gestrichelt. Das Fruchtfleisch ist mittel- bis dunkelrot, fest und saftig. Der Geschmack ist sehr aromatisch und süß. Sie hat eine mittlere Platzfestigkeit und platzt bevorzugt an der Stempelseite und in der Stielgrube. Der Stein ist mittelgroß, die Länge kann von Jahr zu Jahr relativ stark differieren. Der Stiel ist kurz, etwa 3 cm, dick und grün mit mittelgroßem Stielansatz. Sie reift in der 4. bis 6. Kirschwoche.

## Baum
Der Baum wächst von den Bodenverhältnissen abhängig mittelstark bis sehr stark mit schrägen, aufrechten Leitästen. Die Krone ist breit bis hochkugelig. Der Baum ist selbststeril und braucht einen Befruchtungspartner. Er blüht mittelfrüh, zu Blühbeginn gemeinsam mit viel (leicht rötlichem) Blattaustrieb.